# Iwan Andreew
Iwan Andreew (bulgarisch Иван Андреев, engl. Transkription Ivan Andreev; * 20. Juli 2001) ist ein bulgarischer Leichtathlet, der im Mittel- und Langstreckenlauf an den Start geht.

## Sportliche Laufbahn
Erste internationale Erfahrungen sammelte Iwan Andreew im Jahr 2020, als er bei den U20-Balkan-Meisterschaften in Istanbul in 15:44,96 min den fünften Platz im 5000-Meter-Lauf belegte und über 3000 Meter mit 9:04,50 min auf den achten Platz gelangte. 2023 belegte er bei den Balkan-Meisterschaften in Kraljevo in 8:47,59 min den fünften Platz im 3000-Meter-Lauf und im Jahr darauf wurde er bei den Balkan-Meisterschaften in Izmir in 8:23,18 min Sechster. 2025 gelangte er bei den Balkan-Meisterschaften in Volos mit 3:51,47 min auf den neunten Platz im 1500-Meter-Lauf und belegte in 8:15,91 min den vierten Platz über 3000 Meter.
2025 wurde Andreew bulgarischer Hallenmeister im 3000-Meter-Lauf.

## Persönliche Bestleistungen
- 1500 Meter: 3:49,57 min, 21. Juni 2025 in Bukarest
  - 1500 Meter (Halle): 3:57,70 min, 17. Februar 2024 in Sofia
- 3000 Meter: 8:15,91 min, 27. Juli 2025 in Volos
  - 3000 Meter (Halle): 8:31,25 min, 23. Februar 2025 in Sofia
- 5000 Meter: 14:52,24 min, 15. Mai 2024 in Stara Sagora